# Tike Tike Kardi
"Tike Tike Kardi" – drugi singel Arasha wydany w 2005 roku przez Warner Music Sweden. Singel znalazł się na albumie Arasha – Arash.

## Lista utworów
- CD singel (2005)[1]

1. "Tike Tike Kardi" (Radio Edit) – 3:20
2. "Tike Tike Kardi" (Extended) – 4:04

- CDr, singel promocyjny[2]

1. "Tike Tike Kardi" (Original)
2. "Tike Tike Kardi" (Extended)
3. "Tike Tike Kardi" (Payami Club)
4. "Tike Tike Kardi" (Dj Aligator & CS-Jay Club Version)
5. "Tike Tike Kardi" (Sodapop Remix)
6. "Tike Tike Kardi" (Payami Lounge)

## Notowania na listach przebojów
| Kraj    | Lista (2005)       | Najwyższa pozycja |
| ------- | ------------------ | ----------------- |
| Szwecja | Top 60 Singles     | 2                 |
| Dania   | Tracklisten Top 40 | 19                |